# Dog Eat Dog (Joni Mitchell)
| Recensione              | Giudizio      |
| ----------------------- | ------------- |
| AllMusic                | [ 1 ]         |
| Robert Christgau        | B+            |
| Sputnikmusic            | 2.6 (Average) |
| Piero Scaruffi          | [ 4 ]         |
| Dizionario del Pop-Rock | [ 5 ]         |
| 24.000 dischi           | [ 6 ]         |

Dog Eat Dog è un album discografico di Joni Mitchell, pubblicato dall'etichetta discografica Geffen Records nell'ottobre del 1985.

## Tracce
Brani scritti e composti da Joni Mitchell, eccetto dove indicato.
Lato A
1. Good Friends – 4:25
2. Fiction – 4:14 (Joni Mitchell, Larry Klein)
3. The Three Great Stimulants – 6:11
4. Tax Free – 4:19 (Joni Mitchell, Larry Klein)
5. Smokin' (Empty, Try Another) – 1:43

Durata totale: 20:52
Lato B
1. Dog Eat Dog – 4:41
2. Shiny Toys – 3:27
3. Ethiopia – 5:53
4. Impossible Dreamer – 4:30
5. Lucky Girl – 4:02

Durata totale: 22:33

## Musicisti
- Joni Mitchell - voce, tastiere
- Joni Mitchell - speaker (brano: Fiction)
- Joni Mitchell - accompagnamento vocale - cori (brani: Tax Free, Dog Eat Dog e Shiny Toys)
- Joni Mitchell - cigarette machine (brano: Smokin' (Empty, Try Another))
- Joni Mitchell - pianoforte (brano: Ethiopia)
- Larry Klein - basso, tastiere, sintetizzatore (programming)
- Larry Klein - speaker (brano: Fiction)
- Thomas Dolby - tastiere, sintetizzatore (programming)
- Thomas Dolby - speaker (brani: Fiction e Shiny Toys)
- Mike Landau - chitarre
- Vinnie Colaiuta - batteria, percussioni (drum samples)
- Michael Fisher - percussioni (samples)
- Michael McDonald - voce (brano: Good Friends)
- Michael McDonald - accompagnamento vocale - cori (brano: Tax Free)
- Joe Smith - speaker (brano: Fiction)
- Rod Steiger - predicatore evangelista (brano: Tax Free)
- Don Henley - accompagnamento vocale - cori (brani: Tax Free, Dog Eat Dog e Shiny Toys)
- James Taylor - accompagnamento vocale - cori (brani: Tax Free, Dog Eat Dog e Shiny Toys)
- Amy Holland - accompagnamento vocale - cori (brano: Tax Free)
- Steve Lukather - chitarra (brano: Smokin' (Empty, Try Another))
- Jerry Hey - arrangiamento strumenti a fiato, tromba, flicorno (brano: Shiny Toys)
- Gary Grant - tromba, flicorno (brano: Shiny Toys)
- Larry Williams - sassofono, flauto
- Zyg Winard - speaker (brano: Shiny Toys)
- Kazu Matsui - percussioni (shakahchi) (brano: Ethiopia)
- Wayne Shorter - sassofono soprano (brano: Impossible Dreamer)
- Alex Acuña - batá (brano: Impossible Dreamer)
- Wayne Shorter - sassofono tenore (brano: Lucky Girl)

Note aggiuntive
- Joni Mitchell - produttore
- Larry Klein - produttore (eccetto: Smokin' (Empty, Try Another))
- Mike Shipley - produttore (eccetto: Smokin' (Empty, Try Another))
- Thomas Dolby - produttore (eccetto: The Three Great Stimulants, Smokin' (Empty, Try Another) e Ethiopia)
- Registrato (e mixato) al Galaxy Studios
- Mike Shipley - ingegnere della registrazione
- Zyg Winard - assistente ingegnere della registrazione
- Dan Marnien - assistente ingegnere della registrazione
- Pre-masterizzazione dell'ellepì originale effettuata al Precision Lacquer da Steven Marcussen[7][8]